# Honker Union of China
Honker Union of China, também conhecido como Red Hackers, foi um grupo hacker pró-China e um dos mais famosos e maiores grupos hackers, possuindo cerca de 80 mil membros eu seu auge. O grupo foi fundado por um hacker operando sob o nome online Lion, sendo seu nome verdadeiro Lin Yong.
 Este grupo foi dissolvido em 2004 pois ele não acreditava que o grupo tinha ainda a mesma paixão do começo.
O termo honker (em Mandarim hon ke) é derivado das palavras hei ke, a tradução chinesa da palavra hacker. Hei ke significa "visitante negro", uma expressão que refere-se explicitamente à cor do símbolo pirata moderno. Já hon ke significa "visitante vermelho".
Em uma afirmação online intitulada "Nossa Missão Coletiva", a Honker Union of China declarou que sua campanha era para "salvaguardar a união nacional, proteger a soberania da China, resistir a bullies externos e esvaziar a arrogância anti-China. No manual de operações, a organização especificou que os honkers não são meramente hackers. Ao invés disso "eles são patriotas que pretendem promover a causa nacionalista, não destruir os computadores dos outros".
Atacaram os sites do governo japonês durante o incidente da ilha Diaoyu.

## 2001
Em resposta ao deface de aproximadamente 65 sites chineses por estadunidenses, grupos hackers civis como a Honker Union of China declararam guerra aos Estados Unidos e nomearam a semana de 1º a 7 de maio de 2001 como a semana "Hackeie os Estados Unidos". Eles atacaram mais de mil sites dos Estados Unidos, incluindo aqueles pertencentes à Casa Branca, à Força Aérea dos EUA e do Departamento de Energia. Esse incidente é geralmente referido como a primeira guerra sino-americana na era pós guerra fria.
No mesmo ano de 2001, o People's Daily, o jornal oficial do Partido Comunista, emitiu um editorial em sua versão online onde condenou os ataques chineses como "terrorismo web", e disse que os ataques da Honker Union of China a sites dos Estados Unidos eram "atos imperdoáveis violando a lei".